# Pink Friday 2 World Tour
A Pink Friday 2 World Tour (também conhecida como Nicki Minaj Presents: Pink Friday 2 World Tour ou Gag City Tour) é a quarta turnê solo e quinta geral da rapper trinidiana Nicki Minaj, em apoio ao seu quinto álbum de estúdio Pink Friday 2 (2023). A turnê começou em 1º de março de 2024, em Oakland, Estados Unidos, e está programada para terminar em 14 de julho de 2024, em Liège, Bélgica, no festival Les Ardentes. É sua primeira turnê em cinco anos, desde The Nicki Wrld Tour (2019). A cantora Monica servirá como ato de abertura na etapa norteamericana.

## Antecedentes
Em 29 de junho de 2023, Nicki Minaj anunciou seu quinto álbum de estúdio Pink Friday 2. O álbum foi originalmente previsto para lançamento em 20 de outubro de 2023, mas acabou sendo adiado para 17 de novembro. Em seu anúncio, Minaj revelou que uma turnê de apoio ao álbum começaria "por volta do primeiro trimestre de 2024". Durante uma transmissão ao vivo no Instagram em 11 de outubro, ela afirmou que a "abordagem" e a "sensação" da turnê seriam "muito diferentes". Ela disse: “Esta será uma turnê com sentimentos muito diferentes, mesmo que você tenha ido a todas as turnês de Nicki Minaj que já existiram”.
No final de outubro, ela anunciou que o lançamento do álbum foi adiado para 8 de dezembro de 2023; e que os detalhes da turnê seriam revelados em 17 de novembro – a data de lançamento do álbum anteriormente iterada.
Em 17 de novembro de 2023, Minaj anunciou a Pink Friday 2 Tour e divulgou uma lista de 40 cidades nos Estados Unidos, Canadá e Europa que a turnê visitaria em 2024. Uma página em seu site e Laylo, um fã plataforma online de engajamento, foi disponibilizada para os fãs se inscreverem na pré-venda de ingressos. O site de Nicki travou por um curto período de tempo, minutos após seu anúncio. Ela afirmou que “cerca de trinta mil usuários” estavam na fila virtual da página de inscrição. Alec Ellin, CEO da Laylo, revelou através de suas redes sociais que "gerou o maior tráfego de site que já vimos de uma só vez" e "centenas de milhares de fãs" se inscreveram na primeira hora após o anúncio. A rapper revelou que as datas, locais e a venda de ingressos para a turnê seriam anunciados em dezembro.

## Desenvolvimento
Em 7 de dezembro, Minaj anunciou as datas da turnê europeia através de sua conta no Twitter, começando em maio de 2024 em Manchester e terminando em junho em Berlim. A pré-venda para as datas europeias começou exclusivamente para os fãs inscritos, no dia 8 de dezembro de 2023. Os ingressos foram colocados à venda ao público geral no dia 15 de dezembro de 2023.
Em 11 de dezembro de 2023, Minaj anunciou as datas nos EUA e Canadá. A etapa norte-americana inclui sua vaga como atração principal nos festivais Rolling Loud California e Dreamville em março e abril de 2024 respectivamente. Os titulares do cartão Citi receberam acesso de pré-venda em 12 de dezembro, seguido por uma pré-venda Live Nation que foi realizada em 14 de dezembro.
Em 14 de dezembro, segundas datas foram adicionadas em Boston, Chicago, Amsterdã e Manchester devido à alta demanda. A venda pública para a etapa da América do Norte começou em 15 de dezembro através do site da Minaj e da Ticketmaster. Uma segunda data em Paris foi adicionada em 18 de dezembro; foi colocado à venda no dia seguinte. Mais 13 shows foram anunciados em 16 de janeiro de 2024. Uma pré-venda do Citi para as datas na América do Norte e uma pré-venda no site para as datas na Europa foram realizadas em 16 e 17 de janeiro, antes da venda geral em 19 de janeiro no festival Afro Nation em Portimão, Portugal, anunciado em 22 de janeiro de 2024. Mais tarde, Minaj foi anunciada como atração principal no Orange Warsaw Festival em Varsóvia, Polônia, na Fiera Milano Live em Milão, Itália, no Openair Frauenfeld em Frauenfeld, Suíça, no Wireless Festival em Londres, Inglaterra e no Les Ardentes em Liège, Bélgica.

## Recepção crítica
Revendo a noite de abertura da turnê em Oakland, CA, Gabe Meline escreveu que "Nicki ressuscitou", elogiando o desempenho do rapper após um período de controvérsia antes da turnê. A crítica destacou a inclusão no setlist de "sucessos estrondosos e cortes profundos" e a exibição de Minaj dos vários lados de sua personalidade, incluindo "Nicki inspiradora" e "sex-positiva Nicki".
Para o Daily Mail, elogiou a turnê dizendo que Minaj "impressionou seu público na Oakland Arena [...] realizou o primeiro show de sua enorme turnê para uma plateia com ingressos esgotados que adorou seu set [...] show épico..."

## Set list
Este set list é representativo do show em Oakland, em 1º de março de 2024. Não é representativo de todos os shows durante a turnê.
1. "I'm the Best"
2. "Barbie Dangerous"
3. "FTCU"
4. "Beep Beep"
5. "Hard White"
6. "Press Play"
7. "Win Again"
8. "We Go Up"
9. "Big Difference" / "Beez in the Trap"
10. "Pink Birthday"
11. "Feeling Myself"
12. "Favorite"
13. "Cowgirl"
14. "RNB"
15. "High School"
16. "Needle" / "Ganja Burn"
17. "Bahm Bahm" / "Chun-Li"
18. "Red Ruby da Sleeze"
19. "Forward from Trini"
20. "Barbies"
21. "Barbie World"
22. "Roman's Revenge"
23. "Monster"
24. "Are You Gone Already" (Interlude)
25. "Fallin 4 U"
26. "Right Thru Me"
27. "Save Me"
28. "Here I Am"
29. "Let Me Calm Down"
30. "Nicki Hendrix"
31. "Super Freaky Girl"
32. "Anaconda"
33. "Pink Friday Girls"
34. "Super Bass"
35. "The Night Is Still Young" (Interlude)
36. "Moment 4 Life"
37. "Starships"

Encore
1. "Everybody"

## Datas
| Data                | Cidade           | País             | Local                        | Atos de abertura | Público          | Receita          |
| América do Norte    | América do Norte | América do Norte | América do Norte             | América do Norte | América do Norte | América do Norte |
| ------------------- | ---------------- | ---------------- | ---------------------------- | ---------------- | ---------------- | ---------------- |
| 1 de março de 2024  | Oakland          | Estados Unidos   | Oakland Arena                | Monica           | —                | —                |
| 3 de março de 2024  | Denver           | Estados Unidos   | Ball Arena                   | Monica           | —                | —                |
| 8 de março de 2024  | Paradise         | Estados Unidos   | T-Mobile Arena               | Monica           | —                | —                |
| 10 de março de 2024 | Seattle          | Estados Unidos   | Climate Pledge Arena         | Monica           | —                | —                |
| 13 de março de 2024 | Phoenix          | Estados Unidos   | Footprint Center             | Monica           | —                | —                |
| 15 de março de 2024 | Inglewood        | Estados Unidos   | Hollywood Park               | —                | —                | —                |
| 20 de março de 2024 | Atlanta          | Estados Unidos   | State Farm Arena             | Monica           | —                | —                |
| 21 de março de 2024 | Atlanta          | Estados Unidos   | State Farm Arena             | Monica           | —                | —                |
| 22 de março de 2024 | Orlando          | Estados Unidos   | Kia Center                   | Monica           | —                | —                |
| 24 de março de 2024 | Nashville        | Estados Unidos   | Bridgestone Arena            | Monica           | —                | —                |
| 26 de março de 2024 | Charlotte        | Estados Unidos   | Spectrum Center              | Monica           | —                | —                |
| 28 de março de 2024 | Newark           | Estados Unidos   | Prudential Center            | Monica           | —                | —                |
| 29 de março de 2024 | Filadélfia       | Estados Unidos   | Wells Fargo Center           | Monica           | —                | —                |
| 30 de março de 2024 | Nova Iorque      | Estados Unidos   | Madison Square Garden        | Monica           | —                | —                |
| 1 de abril 2024     | Washington, D.C. | Estados Unidos   | Capital One Arena            | Monica           | —                | —                |
| 2 de abril 2024     | Baltimore        | Estados Unidos   | CFG Bank Arena               | Monica           | —                | —                |
| 4 de abril 2024     | Brooklyn         | Estados Unidos   | Barclays Center              | Monica           | —                | —                |
| 5 de abril 2024     | Hartford         | Estados Unidos   | XL Center                    | Monica           | —                | —                |
| 7 de abril 2024     | Raleigh          | Estados Unidos   | Dorothea Dix Park            | —                | —                | —                |
| 8 de abril 2024     | Boston           | Estados Unidos   | TD Garden                    | Monica           | —                | —                |
| 10 de abril 2024    | Boston           | Estados Unidos   | TD Garden                    | Monica           | —                | —                |
| 12 de abril 2024    | Columbus         | Estados Unidos   | Value City Arena             | Monica           | —                | —                |
| 13 de abril 2024    | Milwaukee        | Estados Unidos   | Fiserv Forum                 | Monica           | —                | —                |
| 17 de abril 2024    | Montreal         | Canadá           | Bell Centre                  | Monica           | —                | —                |
| 18 de abril 2024    | Toronto          | Canadá           | Scotiabank Arena             | Monica           | —                | —                |
| 20 de abril 2024    | Detroit          | Estados Unidos   | Little Caesars Arena         | Monica           | —                | —                |
| 24 de abril 2024    | Chicago          | Estados Unidos   | United Center                | Monica           | —                | —                |
| 25 de abril 2024    | Chicago          | Estados Unidos   | United Center                | Monica           | —                | —                |
| 27 de abril 2024    | Minneapolis      | Estados Unidos   | Target Center                | Monica           | —                | —                |
| 30 de abril 2024    | Toronto          | Canadá           | Scotiabank Arena             | Monica           | —                | —                |
| 1 de maio 2024      | Brooklyn         | Estados Unidos   | Barclays Center              | Monica           | —                | —                |
| 9 de maio 2024      | Houston          | Estados Unidos   | Toyota Center                | Monica           | —                | —                |
| 11 de maio 2024     | Dallas           | Estados Unidos   | American Airlines Center     | Monica           | —                | —                |
| 12 de maio 2024     | Austin           | Estados Unidos   | Moody Center                 | Monica           | —                | —                |
| 13 de maio 2024     | Oklahoma City    | Estados Unidos   | Paycom Center                | Monica           | —                | —                |
| Europa              |                  |                  |                              |                  |                  |                  |
| 23 de maio 2024     | Amesterdã        | Holanda          | Ziggo Dome                   | A ser anunciado  | —                | —                |
| 25 de maio 2024     | Manchester       | Inglaterra       | Co-op Live                   | A ser anunciado  | —                | —                |
| 26 de maio 2024     | Birmingham       | Inglaterra       | Resorts World Arena          | A ser anunciado  | —                | —                |
| 28 de maio 2024     | Londres          | Inglaterra       | The O2 Arena                 | A ser anunciado  | —                | —                |
| 29 de maio 2024     | Glasgow          | Escócia          | OVO Hydro                    | A ser anunciado  | —                | —                |
| 30 de maio 2024     | Manchester       | Inglaterra       | Co-op Live                   | A ser anunciado  | —                | —                |
| 1 de junho de 2024  | Paris            | França           | Accor Arena                  | A ser anunciado  | —                | —                |
| 2 de junho de 2024  | Amesterdã        | Holanda          | Ziggo Dome                   | A ser anunciado  | —                | —                |
| 4 de junho de 2024  | Colônia          | Alemanha         | Lanxess Arena                | A ser anunciado  | —                | —                |
| 5 de junho de 2024  | Colônia          | Alemanha         | Lanxess Arena                | A ser anunciado  | —                | —                |
| 7 de junho de 2024  | Berlim           | Alemanha         | Uber Arena                   | A ser anunciado  | —                | —                |
| 8 de junho de 2024  | Varsóvia         | Polónia          | Sluzewiec Horse Racing Track | —                | —                | —                |
| 9 de junho de 2024  | Paris            | França           | Accor Arena                  | A ser anunciado  | —                | —                |
| 11 de junho de 2024 | Copenhague       | Dinamarca        | Royal Arena                  | A ser anunciado  | —                | —                |
| 12 de junho de 2024 | Estocolmo        | Suécia           | Tele2 Arena                  | A ser anunciado  | —                | —                |
| 27 de junho de 2024 | Portimão         | Portugal         | Praia da Rocha               | —                | —                | —                |
| 3 de julho de 2024  | Milão            | Itália           | Fiera Milano                 | —                | —                | —                |
| 5 de julho de 2024  | Ebreichsdorf     | Austria          | Magna Racino                 | —                | —                | —                |
| 6 de julho de 2024  | Dublin           | Irlanda          | Castelo de Malahide          | A ser anunciado  | —                | —                |
| 7 de julho de 2024  | Bucareste        | Romênia          | Romaero Baneasa              | —                | —                | —                |
| 12 de julho de 2024 | Londres          | Inglaterra       | Finsbury Park                | —                | —                | —                |
| 13 de julho de 2024 | Frauenfeld       | Suíça            | Grosse Allmend               | —                | —                | —                |
| 14 de julho de 2024 | Liège            | Bélgica          | Astrid Park                  | —                | —                | —                |
| Total               |                  |                  |                              |                  |                  |                  |

## Shows adiados
| Data                | Cidade       | País           | Local                | Motivo |
| ------------------- | ------------ | -------------- | -------------------- | ------ |
| 18 de março de 2024 | Nova Orleans | Estados Unidos | Smoothie King Center | Doença |